# Побег из тюрьмы «Полк»
Побег из тюрьмы «Полк» — побег американского заключённого Глена Старка Чемберса в 1990 году из тюрьмы строгого режима «Полк» в округе Полк во Флориде. Исключительность побегу Чемберса придает тот факт, что Чемберс в ходе нескольких лет поисков так и не был никогда пойман и сумел социально адаптироваться к жизни в обществе, несмотря на длительный срок нахождения в заключении, отсутствие условий для самореализации и потерю социальных связей с родственниками, находящихся на свободе.

## Тюрьма «Полк»
Тюрьма строгого режима Polk Correctional Institution была открыта в 1978 году и расположена в небольшом городе Полк-Сити, штат Флорида, население которого составляет всего лишь 1562 человека. Учреждение рассчитано на содержание примерно 1208 заключенных. Несмотря на то, что условия содержания заключенных в тюрьме являются строгими, ряд заключенных за примерное поведение и про прошествии нескольких лет заключения переводятся на облегчённые условия содержания под стражей. В тюрьме действует система образования, позволяющая заключенным получить диплом об окончании среднего школьного образования и получение полезных специальностей для последующего возвращения в общество. Также в учреждении действует ряд реабилитационных программ для заключенных и программа под названием «P.R.I.D.E.» позволяющая привлекать заключенных, находящихся на облегчённых условиях содержания на различные виды работ, таких как ИТ-аутсорсинг, работы на складах и других различных работах в административных зданиях учреждения, не требующих особых профессиональных навыков.

## Беглец

Глен Чемберс в 1975 году

Побег был подготовлен 39-летним преступником Гленом Старком Чемберсом, отбывавшим наказание в виде пожизненного лишения свободы за совершение убийства. Чемберс родился в 1951 году в городе Сарасота, штат Флорида. Детство и юность провел в социально-неблагополучной обстановке, благодаря чему в середине 1960-х, обучаясь в старших классах, бросил школу и начал злоупотреблять алкоголем и наркотическими веществами. К 1975-му году Глен Чемберс страдал наркотической зависимостью, был безработным и был известен в округе как мелкий наркоторговец.
22 января 1975 года Глен Чемберс явился в боулинг-клуб в Сарасоте где вскоре совершил нападение на свою девушку 22-летнюю Конни Уикс. После вмешательства полицейского Чемберс был арестован, но вскоре оказался на свободе, где совершил повторное нападение на Уикс, в результате которого девушка была сильно избита и попала в больницу, где умерла через 3 дня от обширной черепно-мозговой травмы. Перед смертью Конни Уикс заявила полиции о том, что была избита непосредственно Гленом Чемберсом, на основании чего Чемберс вкоре был арестован и 29 мая 1975 года был признан виновным в убийстве 1-й степени. 11 июля 1975 года Чемберс был приговорен к смертной казни.
Однако после ряда постановлений Верховного суда США, которые подвергли сомнению применение смертной казни в некоторых штатах, штат Флорида в ноябре 1976 года отменил смертный приговор Чемберсу. В ходе нового судебного разбирательства, Глен Чемберс 28 февраля 1977 года был приговорен к пожизненному лишению свободы с правом подачи прошения об условно-досрочном освобождении по отбытии 25 лет заключения.

## Побег 21 февраля 1990 года
В 1985 году преступник был этапирован для отбытия наказания в тюрьму Polk Correctional Institution. За годы заключения Глен Чемберс получил среднее образование и выучил испанский язык. Был известен как патологический лжец и манипулятор. Тем не менее, за примерное поведение и участие в различных реабилитационных программах Чемберса перевели на облегчённые условия содержания, благодаря чему в конце 1980-х он получил возможность участвовать в ремонтных работах административных зданий тюрьмы в качестве грузчика и разнорабочего. В полдень 21 февраля 1990 года стало известно об исчезновении Глена Чемберса. В тот день Чемберс вместе с другими заключенными был привлечен к разгрузочно-погрузочным работам во время ремонта одного из тюремных зданий. Улучив момент, Чемберс проник в грузовик, загруженный мебелью, предназначенной для утилизации, и беспрепятственно выехал на нем за пределы учреждения.
После установлении факта побега Глена по горячим следам была организована поисковая операция, которая оказалась безрезультатной. Тюремная одежда Чемберса была обнаружена в кузове грузовика. На всём пути следования грузовика, в местах остановок автомобиля и близлежащих округах были организованы мероприятия по поиску беглого преступника, которые также не увенчались успехом. Через два дня, 23 февраля появились сообщения о том, что Чемберс был замечен в родном городе, вследствие чего в местах которые Чемберс посещал 15 лет назад были также организованы мероприятия по его поиску, но информация о его появлении в Сарасоте впоследствии была признана недостоверной из-за низких социальных связей Чемберса с родственниками и знакомыми времен его юности. Для Чемберса этот побег стал вторым успешным — 13 июля 1975 года, через два дня после вынесения ему смертного приговора, Чемберс совместно с сообщником организовал и успешно осуществил побег из окружной тюрьмы округа Сарасото, но был пойман спустя несколько дней.

## Последующие события
После нескольких лет безуспешных поисков стали появляться десятки противоречащих свидетельств о идентификации Чемберса. Несмотря на низкие оставшиеся социальные связи и сам факт социальной изоляции, которая длилась 15 лет, Глен Старк Чемберс сумел социально адаптироваться к жизни в обществе. В 2000-х годах появилась информация, что Чемберс ведет законопослушный образ жизни и работает в сфере строительства в городах штатов Флорида и Алабама.
В 2009-м сюжет о беглом преступнике был показан по национальному телевидению в известной телепередаче «Их разыскивает Америка». После чего в штате Флорида была развернута кампания по поимке Чемберса, в ходе которой его изображение появилось на автодорожных рекламных щитах по всему штату и за информацию о его местонахождении была объявлена награда. В 2012-м году Глена Чемберса идентифицировали в городах Ориндж-Бич и Мобил, штат Алабама. В 2016-м году в полицию снова позвонил человек, утверждающий что видел в одном из баров города Ориндж-Бич человека, которого он позже идентифицировал как Глена Старка Чемберса, но поиски, организованные Департаментом Полиции штата Флорида, результата не дали и местонахождение Чемберса так и не было установлено. Тем не менее, по состоянию на 2018-й год, 67-летний Глен Чемберс продолжал находиться в розыске и считался человеком, представляющим опасность для общества.
В разные годы с целью его идентификации, были сгенерированы различные варианты изменения его внешности с учётом прожитых лет. На репутацию тюрьмы Polk Correctional Institution побег Чемберса никак не повлиял, потому что он стал единственным прецедентом такого рода в истории существования этого тюремного учреждения.